# Keuruu

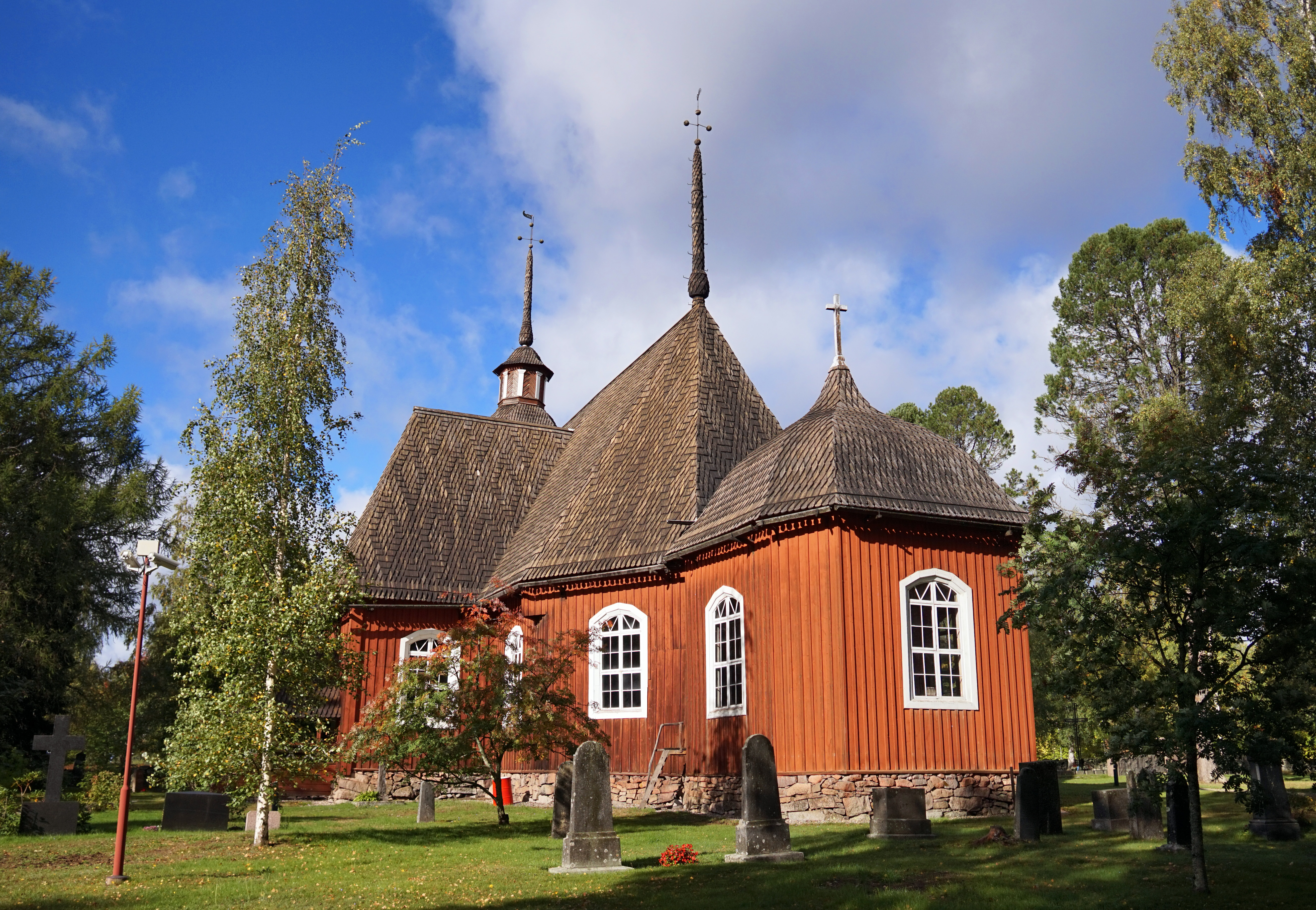
Església vella de Keuruu

Keuruu és una ciutat al centre de Finlàndia. Té una població de 10.573 habitants i una extensió de 1430,57 km², dels quals 252,57 km² són d'aigua.

## Ciutats agermanades
- Jõgeva, Estònia
- Szarvas, Hongria